# Estación de La Plaine - Stade de France
La estación de La Plaine - Stade de France (lit., 'La Llanura - Estadio de Francia') es una estación ferroviaria francesa de la línea de La Plaine a Hirson y Anor (frontera), ubicada sobre el municipio de Saint-Denis en el departamento de Sena-Saint-Denis en región Isla de Francia. Es lo una de las tres estaciones del municipio y postre más particularmente la zona central de la Llanura Saint-Denis.
Es una estación de la SNCF donde los trenes de la línea B del RER se paran.
Con la estación de la línea D, Stade de France - Saint-Denis, y la estación de metro (L13), Saint-Denis - Porte de Paris, y como lo indica su nombre, la Plaine - Stade de France communication con el Estadio de Francia.